# 耶穌聖心教堂 (薩格勒布)

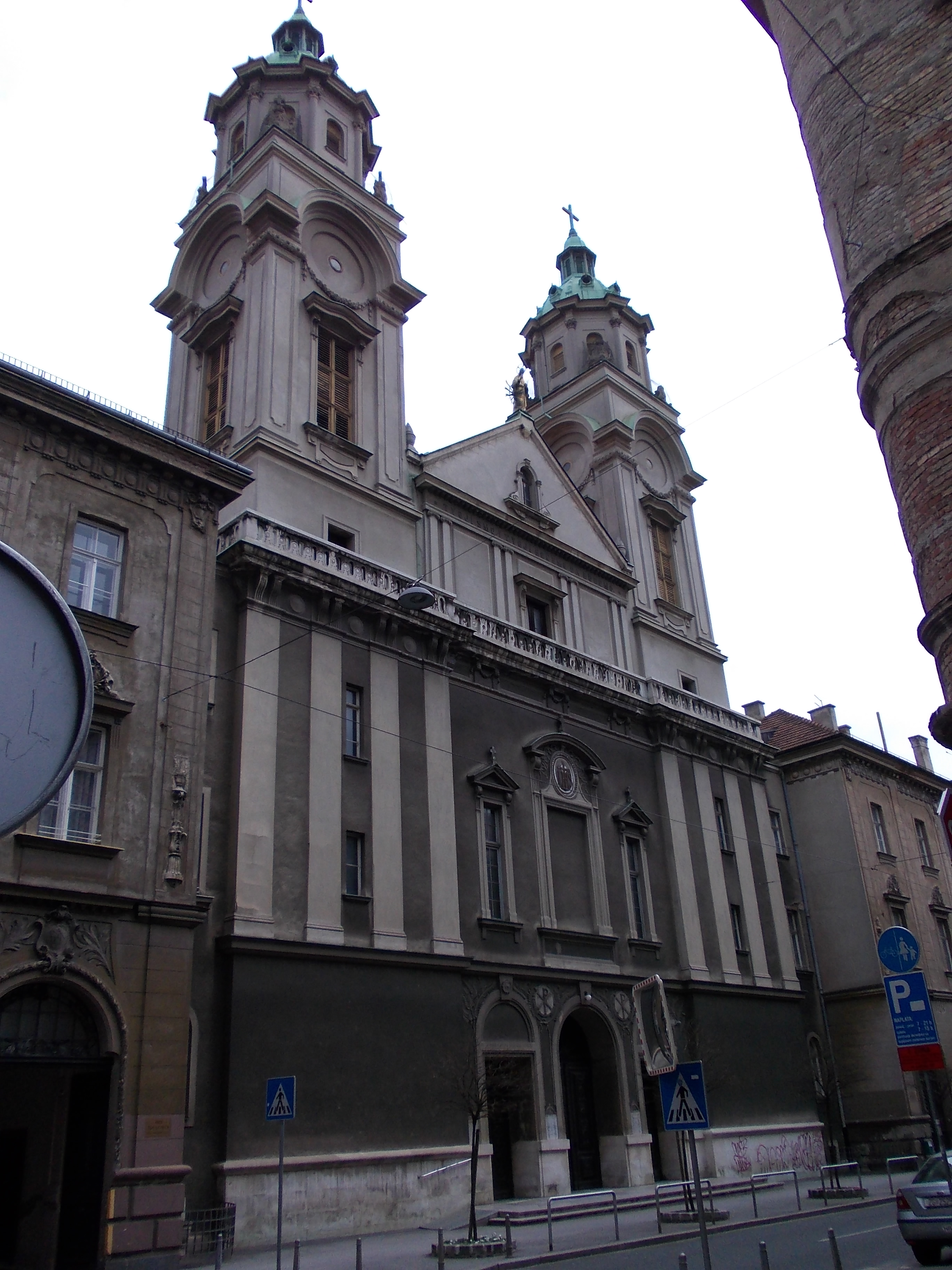
耶穌聖心教堂

耶穌聖心教堂是克羅埃西亞首都薩格勒布的一座羅馬天主教教堂，奉獻給耶穌聖心。這座教堂的設計者是克羅埃西亞人建築家Janko Holjac，外觀是新巴洛克式風格。